# Jean-Marie Bécel
Jean-Marie Bécel (Beignon le 1er août 1825, mort à Vannes le 6 novembre 1897), est un ecclésiastique qui fut évêque de Vannes  de 1866 à 1897.

## Biographie
Jean-Marie Bécel est fils de Jean-Marie et d'Anne-Marie Bécel, cultivateurs-bouchers du nord-est du département du Morbihan, non loin de Saint-Malo-de-Beignon, petite paroisse connue pour abriter la résidence d'été de l'évêque de Saint-Malo. 
Il fait ses études au petit, puis au grand séminaire d'Auray. Vicaire de l'église de la Sainte-Trinité de Paris, il est un moment précepteur de l'héritier de la famille Saint-Bris à Tours avant de devenir curé archiprêtre de la cathédrale Saint-Pierre de Vannes. Il se fait apprécier d'une cousine de l'empereur Napoléon III, la princesse Élisa Napoléone Baciocchi, qui possède une résidence à Colpo, et son « gallicanisme impérial » lui permet d'être nommé par décret évêque de Vannes, début 1866. Il est confirmé le 22 juin. 
Pendant son épiscopat de près de 32 ans, il est fait chevalier de la Légion d'Honneur le 13 août 1867 et reçoit le pallium à titre personnel le 14 juillet 1871. Il fait également restaurer la basilique Sainte-Anne d'Auray. 
Il meurt à Vannes en 1897 et est inhumé dans un tombeau de marbre dans la chapelle Sainte-Anne de la cathédrale.

## Armes
D'hermines à la croix d'azur.

## Distinction
- Chevalier de la Légion d'honneur (13 août 1867)[3]